# Ginda'i
Ginda’i est un réservoir qui se trouve dans le woreda d’Inderta au Tigré en Éthiopie. Le barrage a été construit en 1998 par SAERT.

## Caractéristiques du barrage
- Hauteur : 19,5 mètres
- Longueur de la crête : 483 mètres
- Largeur du déversoir : 23,2 mètres

## Capacité
- Capacité d’origine : 793 170 m3
- Tranche non-vidangeable : 142 405 m3
- Superficie : 13,5 ha

En 2002, l’espérance de vie du réservoir (la durée avant qu’il ne soit rempli de sédiments) était estimée à 20 années.

## Irrigation
- Périmètre irrigué planifié : 54 ha
- Aire irriguée réellement en 2002 : 6 ha

## Environnement
Le bassin versant du réservoir a une superficie de 11,16 km2. Le réservoir subit une sédimentation rapide,. Une partie des eaux du réservoir est perdue par percolation ; un effet secondaire et positif est que ces eaux contribuent à la recharge des aquifères.